# Potential Breakup Song
Potential Breakup Song – piosenka amerykańskiego duetu sióstr Aly & AJ i zarazem ich pierwszy singel z trzeciego studyjnego albumu Insomniatic (2007).

## Teledysk
Wyreżyserowany przez Chrisa Applebauma, nagrany 17 maja 2007 roku. Światową premierę miał w programie MTV – TRL – 18 czerwca 2007 roku. W Polsce teledysk został pokazany po raz pierwszy w stacji telewizyjnej VIVA Polska, następnie w MTV Polska. Na stronie YouTube do tej pory teledysk obejrzało już 41 milionów widzów z całego świata, zaś skomentowało wideo blisko 115 tysięcy użytkowników YouTube’a.

## Listy przebojów
| Chart (2007)                     | Peak position |
| -------------------------------- | ------------- |
| Canadian Hot 100                 | 72            |
| Hot Canadian Digital Singles     | 36            |
| Irish Singles Chart              | 16            |
| UK Singles Chart                 | 22            |
| U.S. Billboard Hot 100           | 17            |
| U.S. Billboard Pop 100           | 19            |
| U.S. Billboard Hot Digital Songs | 8             |